# Лас-Вентас-де-Сан-Хуліан
Лас-Вентас-де-Сан-Хуліан (ісп. Las Ventas de San Julián) — муніципалітет в Іспанії, у складі автономної спільноти Кастилія-Ла-Манча, у провінції Толедо. Населення — 233 особи (2010).
Муніципалітет розташований на відстані близько 140 км на захід від Мадрида, 110 км на захід від Толедо.

## Демографія
Динаміка населення (INE ):

## Галерея зображень

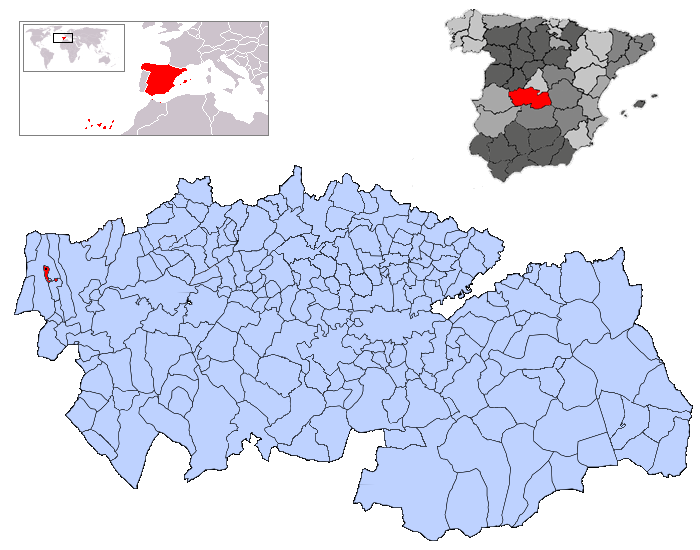
Розташування муніципалітету у провінції Толедо